# ناحیه تامسوگ
ناحیه تامسوگ (به آلمانی: Tamsweg District) یک ناحیه در اتریش است که در زالتسبورگ واقع شده‌است. ناحیه تامسوگ ۲۱٬۲۸۳ نفر جمعیت دارد.